# Danh sách buổi biểu diễn trực tiếp của Sơn Tùng M-TP
Ca sĩ kiêm sáng tác nhạc người Việt Nam hiện đã tổ chức 2 chuyến lưu diễn hoà nhạc, lần lượt là M-TP Ambition – Chuyến bay đầu tiên vào năm 2015–2016 và Sky Tour vào năm 2019. Ngoài ra anh còn xuất hiện và trình diễn ở nhiều chương trình khác.

## Chuyến lưu diễn hòa nhạc
| Tựa đề | Kéo dài                                   | Album liên kết | Địa điểm                             | Số buổi diễn | Doanh thu | Số người tham dự | Nguồn                   |
| --- | ----------------------------------------- | -------------- | ------------------------------------ | ------------ | --------- | ---------------- | ----------------------- |
| M-TP Ambition – Chuyến bay đầu tiên | 5 tháng 12 năm 2015 – 9 tháng 1 năm 2016  | —              | Thành phố Hồ Chí Minh Hà Nội         | 2            |           | 15.000           | [ 3 ] [ 4 ] [ 5 ] [ 6 ] |
| Danh sách tiết mục của M-TP Ambition – Chuyến bay đầu tiên Ready 1. "Cơn mưa ngang qua" (phối lại) 2. "Buông đôi tay nhau ra" 3. "Khuôn mặt đáng thương" 4. "Không phải dạng vừa đâu" (phối lại) Underground Time 1. "Là người luôn yêu em" 2. "Em đang đi bên ai đó" (cùng LK) 3. "Anh sai rồi" (cùng Thu Phương) 4. "Âm thầm bên em" 5. "Chắc ai đó sẽ về" (bản gốc) Family 1. "Bèo dạt mây trôi" 2. "Mẹ yêu" (cùng Phương Uyên) 3. "Thái Bình mồ hôi rơi" Fly to the Sky 1. "Như ngày hôm qua" 2. "Remember Me" 3. "Nắng ấm xa dần" (phối lại) Kết màn 1. "Em của ngày hôm qua" (phối lại) |                                           |                |                                      |              |           |                  |                         |
| Sky Tour | 28 tháng 7 năm 2019 – 11 tháng 8 năm 2019 | Chúng ta       | Thành phố Hồ Chí Minh Đà Nẵng Hà Nội | 3            |           | 100,000          | [ 7 ]                   |
| Danh sách tiết mục của Sky Tour 1. "Sky Tour Intro" 2. "Chạy ngay đi" (phối lại) 3. "Chúng ta không thuộc về nhau" (phối lại) 4. "Lạc trôi" (phối lại) 5. "Remember Me" (phối lại) 6. "Chắc ai đó sẽ về" (phối lại) 7. "Em của ngày hôm qua" (phối lại) Kết màn 1. "Hãy trao cho anh" (phối lại) |                                           |                |                                      |              |           |                  |                         |

## Buổi biểu diễn trực tiếp
| Ngày                 | Sự kiện                               | Địa điểm              | Bài hát biểu diễn                                 |
| -------------------- | ------------------------------------- | --------------------- | ------------------------------------------------- |
| 9 tháng 10 năm 2012  | Bài hát yêu thích                     | Hà Nội                | "Cơn mưa ngang qua"                               |
| 26 tháng 10 năm 2012 | Thần tượng âm nhạc Việt Nam           | Thành phố Hồ Chí Minh | "Cơn mưa ngang qua"                               |
| 10 tháng 2 năm 2014  | Bài hát yêu thích                     | Hà Nội                | "Em của ngày hôm qua"                             |
| 2 tháng 3 năm 2014   | Thần tượng âm nhạc Việt Nam           | Thành phố Hồ Chí Minh | "Em của ngày hôm qua"                             |
| 9 tháng 3 năm 2014   | Âm nhạc và bước nhảy                  | Thành phố Hồ Chí Minh | "Em của ngày hôm qua"                             |
| 24 tháng 1 năm 2015  | Hội ngộ danh hài                      | Thành phố Hồ Chí Minh | "Chắc ai đó sẽ về"                                |
| 25 tháng 1 năm 2015  | Hòa âm Ánh sáng                       | Thành phố Hồ Chí Minh | "Em của ngày hôm qua"                             |
| 1 tháng 2 năm 2015   | Hòa âm Ánh sáng                       | Thành phố Hồ Chí Minh | "Thái Bình mồ hôi rơi"                            |
| 8 tháng 2 năm 2015   | Hòa âm Ánh sáng                       | Thành phố Hồ Chí Minh | "Không phải dạng vừa đâu"                         |
| 15 tháng 2 năm 2015  | Hòa âm Ánh sáng                       | Thành phố Hồ Chí Minh | "Nắng ấm xa dần"                                  |
| 15 tháng 3 năm 2015  | Hòa âm Ánh sáng                       | Thành phố Hồ Chí Minh | "Khuôn mặt đáng thương"                           |
| 22 tháng 3 năm 2015  | Hòa âm Ánh sáng                       | Thành phố Hồ Chí Minh | "Cơn mưa ngang qua"                               |
| 20 tháng 6 năm 2015  | Đêm hội chân dài                      | Thành phố Hồ Chí Minh | "Không phải dạng vừa đâu" • "Em của ngày hôm qua" |
| 13 tháng 9 năm 2015  | Giọng hát Việt                        | Thành phố Hồ Chí Minh | "Em của ngày hôm qua"                             |
| 20 tháng 9 năm 2015  | SC VivoCity                           | Thành phố Hồ Chí Minh | "Âm thầm bên em"                                  |
| 21 tháng 11 năm 2016 | Saigon Fan Meeting                    | Thành phố Hồ Chí Minh |                                                   |
| 3 tháng 1 năm 2016   | Hà Nội Fan Meeting                    | Hà Nội                | "Không phải dạng vừa đâu"                         |
| 3 tháng 9 năm 2016   | Gương mặt thương hiệu                 | Thành phố Hồ Chí Minh | "Chúng ta không thuộc về nhau"                    |
| 4 tháng 9 năm 2016   | Thanh Hóa Fan Meeting                 | Thanh Hóa             |                                                   |
| 11 tháng 9 năm 2016  | Vinh Fan Meeting                      | Nghệ An               |                                                   |
| 25 tháng 9 năm 2016  | Huế Fan Meeting                       | Thừa Thiên Huế        |                                                   |
| 17 tháng 12 năm 2016 | J-Series Festival 2016                |                       | "Anh cô đơn" • "Chúng ta không thuộc về nhau"     |
| 31 tháng 12 năm 2016 |                                       |                       | "Một năm mới bình an"                             |
| 4 tháng 11 năm 2017  | Bán kết Hoa hậu Hoàn vũ Việt Nam 2017 | Khánh Hòa             | "Nơi này có anh"                                  |
| 21 tháng 10 năm 2023 | Thần tượng âm nhạc Việt Nam           | Thành phố Hồ Chí Minh | "Em của ngày hôm qua"                             |

### Kỷ nguyênm-tp M-TP
| Ngày                 | Sự kiện                                     | Địa điểm              | Bài hát biểu diễn |
| -------------------- | ------------------------------------------- | --------------------- | --- |
| 5 tháng 1 năm 2017   | Làn Sóng Xanh 2016                          | Thành phố Hồ Chí Minh | "Lạc trôi" |
| 27 tháng 1 năm 2017  | Đón Tết cùng VTV                            | Hà Nội                | "Một năm mới bình an" |
| 12 tháng 2 năm 2017  | Sơn Tùng M-TP Private Year End Meeting 2017 | Thành phố Hồ Chí Minh | "Em của ngày hôm qua" • "Cơn mưa ngang qua" • "Chúng ta không thuộc về nhau" • "Chắc ai đó sẽ về" • "Thái Bình mồ hôi rơi" • "Lạc trôi" • "Như ngày hôm qua"                                  |
| 17 tháng 2 năm 2017  | 1900 Le Théâtre                             | Thành phố Hồ Chí Minh | "Lạc trôi" • "Anh cô đơn" • "Chúng ta không thuộc về nhau" • "Em của ngày hôm qua" |
| 29 tháng 3 năm 2017  | Sơn Tùng M-TP Seoul Fan Meeting             | Seoul                 | "Lạc trôi" • "Remember Me" • "Chúng ta không thuộc về nhau" • "Cơn mưa ngang qua" • "Nắng ấm xa dần" • "Thái Bình mồ hôi rơi" • "Chắc ai đó sẽ về" • "Nơi này có anh" • "Em của ngày hôm qua" |
| 3 tháng 6 năm 2017   | Viral Fest Asia 2017                        | Băng Cốc              | "Lạc trôi" • "You of Yesterday" • "Chúng ta không thuộc về nhau" |
| 2 tháng 9 năm 2017   | Play Cocobay                                | Đà Nẵng               | "Chúng ta không thuộc về nhau" • "Lạc trôi" • "Em của ngày hôm qua" |
| 20 tháng 5 năm 2018  | Levi's Stage                                | Thành phố Hồ Chí Minh | "Chạy ngay đi" |
| 27 tháng 10 năm 2018 | FWD Stage                                   | Thành phố Hồ Chí Minh | "Chạy ngay đi" |
| 31 tháng 12 năm 2018 | Tiger Remix Stage                           | Thành phố Hồ Chí Minh | "Chạy ngay đi" |
| 31 tháng 5 năm 2019  | Levi's 501 Day                              | Hà Nội                | "Chạy ngay đi" • "Lạc trôi" |
| 11 tháng 11 năm 2019 | Lazada Super Show 2019                      | Thành phố Hồ Chí Minh | "Hãy trao cho anh" |
| 15 tháng 12 năm 2019 | Honda Youth Fest 2019                       | Thành phố Hồ Chí Minh | "Nơi này có anh" • "Em của ngày hôm qua" • "Hãy trao cho anh" |

### Kỷ nguyênChúng ta
| Ngày                 | Sự kiện                     | Địa điểm              | Bài hát biểu diễn                                             |
| -------------------- | --------------------------- | --------------------- | ------------------------------------------------------------- |
| 1 tháng 1 năm 2020   | Countdown Lights 2020       | Thành phố Hồ Chí Minh | "Hãy trao cho anh"                                            |
| 20 tháng 7 năm 2020  | Online Stage                | Thành phố Hồ Chí Minh | "Có chắc yêu là đây"                                          |
| 2 tháng 8 năm 2020   | Oppo Reno4 Live Performance | Thành phố Hồ Chí Minh | "Sky Tour Intro" • "Hãy trao cho anh" • "Có chắc yêu là đây"  |
| 13 tháng 11 năm 2020 | TPBank Concert              | Thành phố Hồ Chí Minh | "Chạy ngay đi" • "Có chắc yêu là đây" • "Em của ngày hôm qua" |
| 1 tháng 1 năm 2021   | Tiger Remix Countdown Stage | Thành phố Hồ Chí Minh | "Có chắc yêu là đây" • "Remember Me" • "Một năm mới bình an"  |
| 23 tháng 1 năm 2021  | Honda Youth Fest 2020       | Thành phố Hồ Chí Minh | "Chúng ta của hiện tại" • "Có chắc yêu là đây"                |
| 17 tháng 4 năm 2021  | Diana Pink Fest             | Cần Thơ               | "Chạy ngay đi" • "Có chắc yêu là đây"                         |
| 23 tháng 4 năm 2021  | Giật mình lần 1             | Thành phố Hồ Chí Minh | "Muộn rồi mà sao còn"                                         |